# Hamby Shore

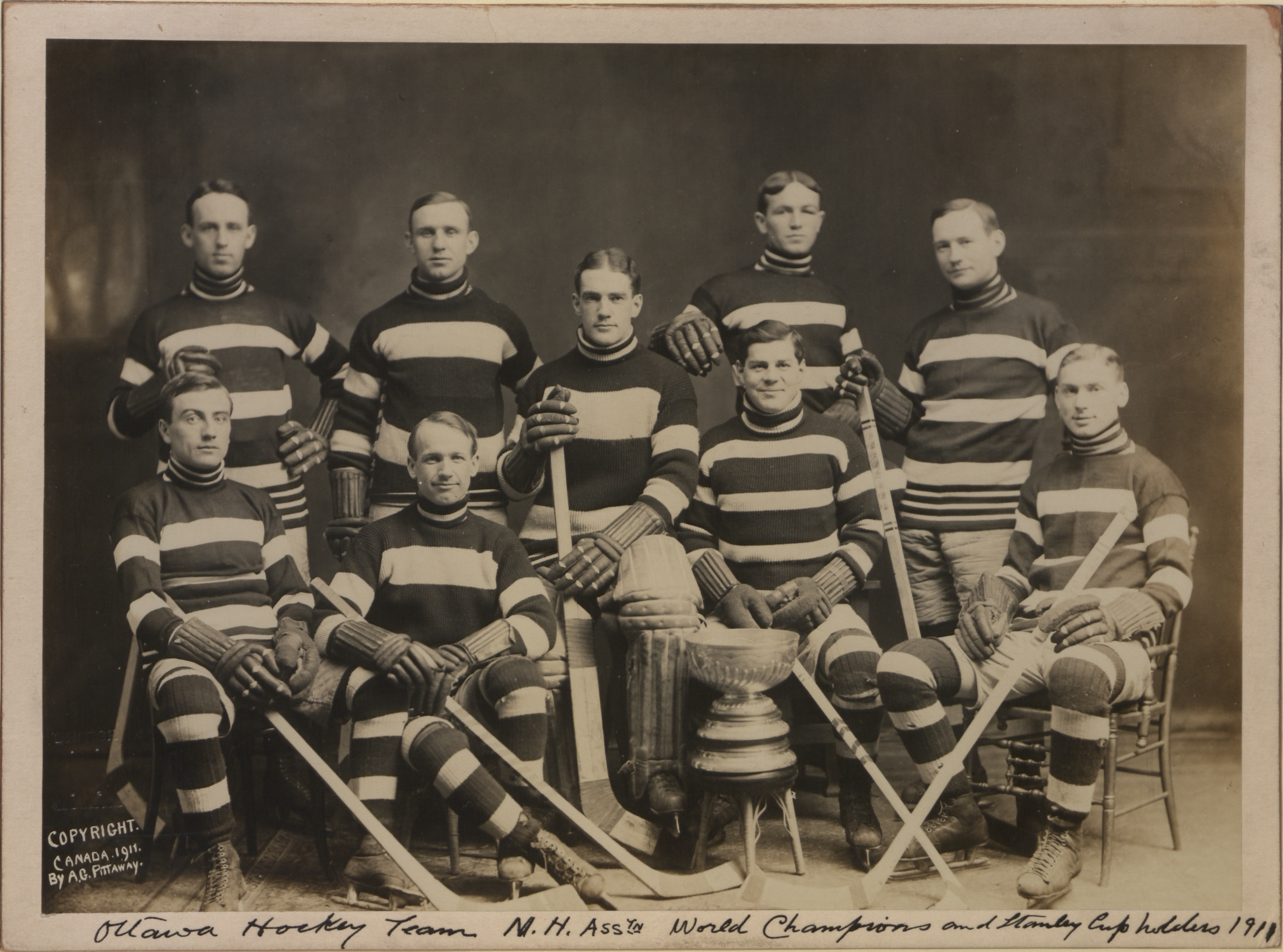
Hamby Shore, tvåa från vänster i översta raden, med Ottawa Senators och Stanley Cup 1911.

Samuel Hamilton "Hamby" Shore, född 12 februari 1886 i Ottawa, död 13 oktober 1918 i Ottawa, var en kanadensisk professionell ishockeyspelare.

## Karriär
Hamilton "Hamby" Shore spelade för Ottawa Senators i FAHL säsongen 1904–05 och var en del av spelartruppen som segrade i två utmanarserier om Stanley Cup i januari och mars 1905 mot Dawson City Nuggets respektive Rat Portage Thistles. Därefter spelade Shore för Winnipeg Seniors i Manitoba Hockey Association samt för Pembroke Lumber Kings i Upper Ottawa Valley Hockey League innan han återvände till Ottawa säsongen 1907 för spel med Senators i Eastern Canada Amateur Hockey Association.
Säsongen 1907–08 spelade Shore för Winnipeg Strathconas och Winnipeg Maple Leafs i MPHL och med Maple Leafs var han med om att utmana Montreal Wanderers om Stanley Cup men trots två mål från Shores klubba förlorade Maple Leafs dubbelmötet med siffrorna 5-11 och 3-9. Säsongen 1909–10 var Shore tillbaka i Ottawa Senators och han skulle stanna med klubben fram till och med säsongen 1917–18. Ytterligare två gånger, 1910 och 1911, var han med och vann Stanley Cup med Senators.
Hamby Shore dog i lunginflammation 13 oktober 1918 efter att ha smittats under den då rådande influensapandemin.

## Statistik
FAHL = Federal Amateur Hockey League, UOVHL = Upper Ottawa Valley Hockey League, MHA = Manitoba Hockey Association, ECAHA = Eastern Canada Amateur Hockey Association, MPHL = Manitoba Professional Hockey League, CHA = Canadian Hockey Association
| 1904–05            | Ottawa Senators       | FAHL               | 6   | 3  | 0  | 3  | –   | 1 | 2 | 0 | 2 | –  |
| 1905–06            | Winnipeg Seniors      | MHA                | –   | –  | –  | –  | –   | – | – | – | – | –  |
| 1906–07            | Pembroke Lumber Kings | UOVHL              | 1   | 0  | 0  | 0  | 0   | – | – | – | – | –  |
| 1907               | Ottawa Senators       | ECAHA              | 10  | 15 | 0  | 15 | –   | – | – | – | – | –  |
| 1907–08            | Winnipeg Strathconas  | MPHL               | 14  | 23 | 0  | 23 | –   | – | – | – | – | –  |
|                    | Winnipeg Maple Leafs  | MPHL               | 1   | 4  | 0  | 4  | –   | – | – | – | – | –  |
|                    | Winnipeg Maple Leafs  | Stanley Cup        | –   | –  | –  | –  | –   | 2 | 2 | 0 | 2 | –  |
| 1908–09            |                       |                    |     |    |    |    |     |   |   |   |   |    |
| 1909–10            | Ottawa Senators       | CHA                | 2   | 2  | 0  | 2  | –   | – | – | – | – | –  |
| 1910               | Ottawa Senators       | NHA                | 12  | 6  | 0  | 6  | 44  | – | – | – | – | –  |
|                    |                       | Stanley Cup        | –   | –  | –  | –  | –   | 4 | 3 | 0 | 3 | 6  |
| 1910–11            | Ottawa Senators       | NHA                | 16  | 7  | 0  | 7  | 53  | – | – | – | – | –  |
|                    |                       | Stanley Cup        | –   | –  | –  | –  | –   | 2 | 0 | 0 | 0 | 6  |
| 1911–12            | Ottawa Senators       | NHA                | 18  | 8  | 0  | 8  | 35  | – | – | – | – | –  |
| 1912–13            | Ottawa Senators       | NHA                | 19  | 15 | 0  | 15 | 66  | – | – | – | – | –  |
| 1913–14            | Ottawa Senators       | NHA                | 13  | 6  | 3  | 9  | 46  | – | – | – | – | –  |
| 1914–15            | Ottawa Senators       | NHA                | 20  | 5  | 1  | 6  | 53  | 5 | 0 | 0 | 0 | 0  |
| 1915–16            | Ottawa Senators       | NHA                | 19  | 2  | 1  | 3  | 83  | – | – | – | – | –  |
| 1916–17            | Ottawa Senators       | NHA                | 19  | 11 | 6  | 17 | 88  | 2 | 0 | 0 | 0 | 6  |
| 1917–18            | Ottawa Senators       | NHL                | 18  | 3  | 8  | 11 | 51  | – | – | – | – | –  |
| NHA totalt         | NHA totalt            | NHA totalt         | 136 | 60 | 11 | 71 | 468 | 7 | 0 | 0 | 0 | 6  |
| Stanley Cup totalt | Stanley Cup totalt    | Stanley Cup totalt | –   | –  | –  | –  | –   | 8 | 5 | 0 | 5 | 12 |

## Meriter
- Stanley Cup – 1905, 1910 och 1911 med Ottawa Senators.